# Mursa calisalis
Mursa calisalis är en fjärilsart som beskrevs av Walker 1859. Mursa calisalis ingår i släktet Mursa och familjen nattflyn. Inga underarter finns listade i Catalogue of Life.